# Lijst van Europarlementariërs voor Forum voor Democratie
Een overzicht van leden van het Europees Parlement namens Forum voor Democratie (FVD).
| Europees Parlementslid | Begindatum      | Einddatum        |
| ---------------------- | --------------- | ---------------- |
| Derk Jan Eppink        | 2 juli 2019     | 19 december 2020 |
| Marcel de Graaff       | 20 januari 2022 | 15 juli 2024     |
| Michiel Hoogeveen      | 15 april 2021   | 15 april 2021    |
| Rob Rooken             | 2 juli 2019     | 19 december 2020 |
| Dorien Rookmaker       | 1 februari 2020 | 1 februari 2020  |
| Rob Roos               | 2 juli 2019     | 19 december 2020 |